# (3777) McCauley
(3777) McCauley (1981 JD2) – planetoida z pasa głównego asteroid okrążająca Słońce w ciągu 3,44 lat w średniej odległości 2,28 j.a. Odkryła ją Carolyn Shoemaker 5 maja 1981 roku.